# Bartolo de Sassoferrato
Bartolo de Sassoferrato (Venatura falu, Sassoferrato mellett, 1313/1314 – Perugia, 1357. július 13.) itáliai jogász, egyetemi tanár, heraldikus. Accursius mellett az egyik leghíresebb középkori jogász, a bolognai, a pisai, majd a perugiai egyetem tanára, az első heraldikusok egyike.
Neve előfordul Bartolo da Sassoferrato, Bartolus de Saxoferrato, Bartolus de Saxoferato, Sasso Ferrato, Bartolus. olaszul Bartolo di Sassoferrato, angolul Bartolus of Sassoferrato, Bartolo of Sasso Ferrato stb. alakokban is.

## Élete
A perugiai és bolognai egyetemen közjogot tanult, majd 1334-ben doktori címet szerzett. Orvos lett Bolognában, majd 1339-ben a pisai és később a perugiai egyetemen tanított. 1348-ban Perugia díszpolgára lett. 1339–1343 közt a pisai, majd haláláig a perugiai egyetem tanára. 1355-ben Pisában tagja volt a IV. Károly német-római császárhoz küldött követségnek, aki ebből az alkalomból címert adományozott neki és tanácsosává (consiliarius) nevezte ki.
Rövid élete ellenére számos művet hagyott hátra. A Corpus Iuris Civilis minden részéhez írt kommentárokat (kivéve a Justinianus Institúcióit). Számos traktátusa közül kiemelkedik a folyókra vonatkozó jog tárgyában írt műve (De fluminibus seu Tyberiadis). Jelentős hozzájárulása a közjoghoz, hogy foglalkozott a konfliktusok jogi szabályozásával.
Legkevesebb két évszázadig a legfőbb nyugat-európai közjogi szaktekintélynek számított. A 14. század híres legistái vagy glosszátorai, posztglosszátorai közé tartozott. (A kánonjog művelői az egyházi jogra specializálódtak, de ismerték a közjogot is, míg a legisták a római jogon alapuló közjoggal foglalkoztak, melyhez kommentárokat fűztek – Justinianus törvénykönyve, Digestum, Institutiones, Novellae – valamint egyes témákat külön traktátusokban fejtettek ki.)
Sassoferrato De Insigniis et Armis (1356 k.) című traktátusa az első, mely a címerviselés jogi oldalával foglalkozik és így a címerjog megalapítójának tekinthető. Vélhetően 1355 után írta, amikor IV. Károly császár címert adományozott neki. (Arany alapon vörös, villásfarkú oroszlán, ami a cseh címer egyik változata.) Műve halálakor még befejezetlen volt, melyet végül veje, Nicolò Alessandri szerkesztett és fejezett be 1358 januárjában.
Ebben nemcsak a címerjoggal foglalkozott, hanem a védjegyek bizonyos kérdéseivel is. Részletesen tárgyalta a kereskedő jeleket (mint például mi történik, ha az üzlettársi viszony felbomlik), a kézműves jelekkel stb. is, ami a modern védjegyek jogi szabályozásának előfutára. Példaként egy kardkészítőt hoz fel, aki elhelyezi jelét a termékein és jogos igénye az, hogy jelét a versenytársai ne használhassák.
A mű rendkívül népszerű volt. Több mint száz középkori kézirata ismert és a legkorábbi heraldikai írások is idézték, mint például Honoré Bonet, Johannes de Bado Aureo, Christine de Pisan, Nicholas Upton, Clément Prinsault, a walesi Argentaye traktátus, Felix Hemmerlin, Peter von Andlau, Bartholomäus Cassaneus stb. Angliában a művet a közjog keretén belül ismertették az egyetemen. A 14. és 15. században Angliában minden közjoggal foglalkozó egyén jól ismerte Sassoferrato művét. A lovagi bíróságok (Court of Chivalry, Court of the Constable and Marshal, az ún. Curia militaris sub conestabili et marescallo Angliae, a Tudor érában Earl Marshal's Court), melyek a címerekkel és a címerviseléssel kapcsolatos jogi ügyekkel is foglalkoztak, ugyancsak a közjog elvei szerint működtek (mely a római jogon alapult) és így egyes vélemények szerint Sassoferrato nézeteinek hatása alatt álltak. Skócia, ahol a római jog erősebben érvényesült, Sassoferrato hatása még még ennél is erősebb volt a heraldika terén.
Ismertek korai francia, olasz stb. fordítása is. Több reprint és modern kiadása is megjelent.
A mű első része a címerviselés jogi kérdéseivel foglalkozik, míg a második, befejezetlen rész, melyet valószínűleg veje, fejezett be, a címerek megrajzolását tárgyalja, mint például hogyan kell ábrázolni az állatokat, milyen színeket kell használni stb.

## „A címerviselés jogáról”

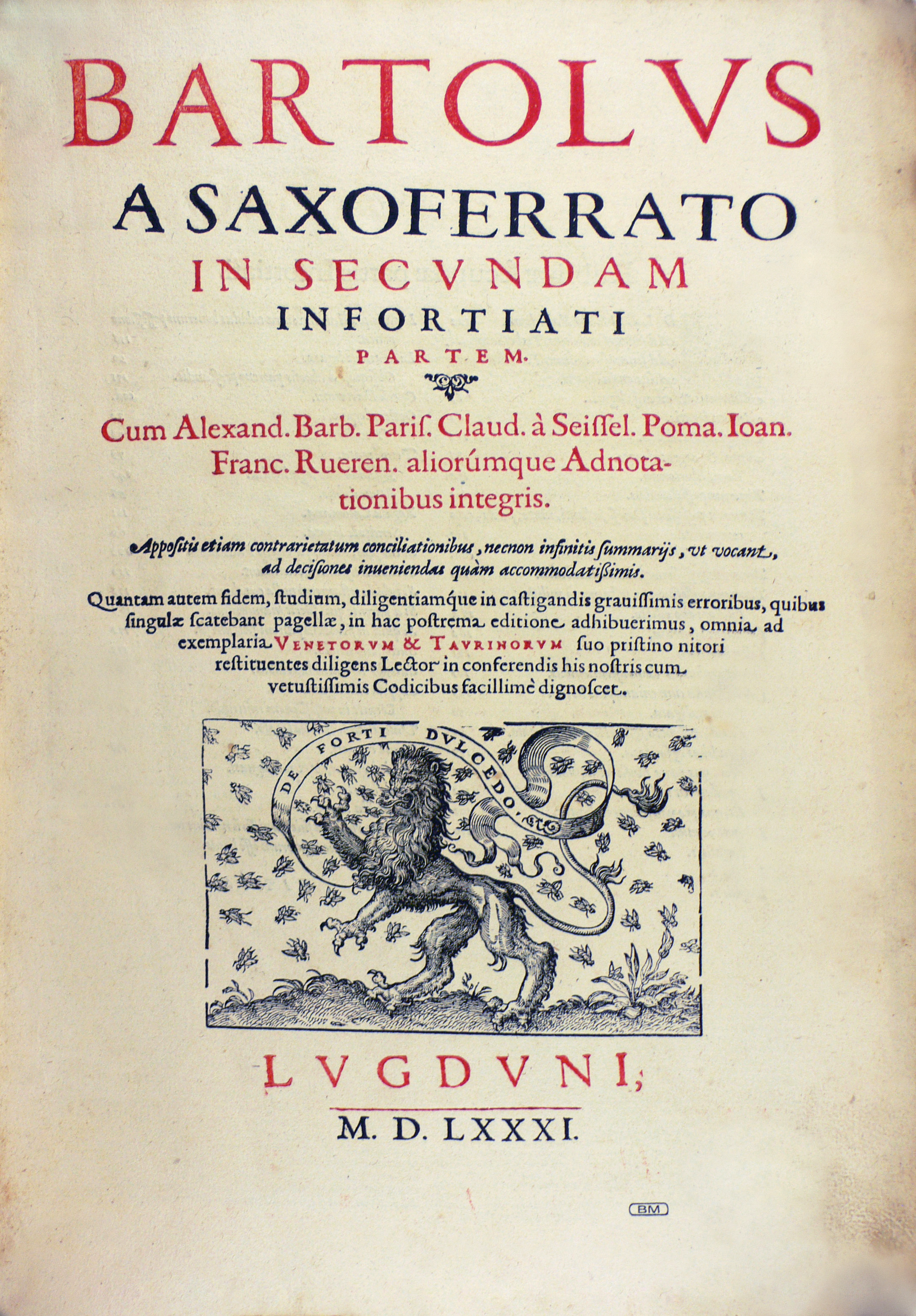
Opera omnia, 1581 (Milano, Fondazione Mansutti).

Idézet Bartolo de Sassoferrato művéből:
„Vizsgáljuk meg a zászlókon és a pajzsokon viselt jelvényeket és címereket.
1.§. Először is joguk van-e ezek viselésére, másodszor, ha ez engedélyezett, hogyan vannak megfestve és hogyan viselik.
Azt mondom, hogy egyes címerek a rangnak vagy a hivatalnak felelnek meg, és bárki hordhatja őket, ha viseli azt a címet vagy azt a hivatalt, mint például a proconsulok vagy legátusok jelvényei (Dig. 1.16.1, 1.8.8) vagy, miként azt ma láthatjuk, a püspökök jelvényei. Bárki, akinek ez a rangja, viselheti ennek jelvényeit. Ez másoknak nem megengedett és ha valaki, aki nincs felhatalmazva erre, viseli azokat, csalást követ el (Dig. 48.10.27.2). Ezért úgy vélem, hogy azok, akik viselik a jogi doktor jelvényeit, akkor is ha nem doktorok büntetésben kell részesülniük.
2.§. Egyes jelvények mindenkit megilletnek egy bizonyos rangban – például minden király, herceg vagy más hatalmasságnak saját címere és jelvényei vannak, és senki másnak nem megengedett ezek eladományozása vagy ráfestése a saját tulajdonára. (Cod. 2.14[15], Nov. 17 = A 3.4.16). Úgy hiszem, ez azt jelenti, hogy a címer mint olyan nem másolható; noha az nem tiltott, hogy az ilyen jelvényt kiegészítőként használják – például, hogy a király, az úr, a gróf vagy a közösség címerét a saját címerükön használják mint az alávetettség jelvényét. És ez egy általános gyakorlat.
3.§. Egyes jelvénye vagy címerek magánszemélyeket illetnek, akik nemesek vagy közrendűek, és egyeseknek közülük olyan jelvényeik vagy címerük van, melyeket a császár vagy más úr adományából viselnek. Láttam, ahogy a higgadt IV. Károly fejedelem, a rómaiak császára és Csehország királya számos jelvényt és címert adományozott. Egyéb koncessziók mellett a fejedelem nekem (tanácsosának) és leszármazottaimnak vörös oroszlánt adományozott arany alapon. És kétségtelen hogy ezen személyek számára megengedett, hogy viseljék ezen jelvényeket, mivel szentségtörés lenne megkérdőjelezni a fejedelem hatalmát (Cod. 9.29.2, Cod. 2.16[17]). Ha valami a bírói tekintély nélkül van megtiltva, akkor ez az ő hatalmánál fogva nyilvánvalóan meg is engedhető.
4.§. Egyesek a saját elhatározásukból vesznek fel címereket és jelvényeket, és meg kell fontolnunk, vajon megengedett-e, hogy így cselkedjenek. Úgy vélem, hogy megengedett. Ugyanúgy, miként a neveket is a személyek azonosítására hozzák létre (Cod. 7.14.10), a jelvényeket és a címereket is erre a célra eszelték ki (Dig. 1.8.8). Bárki számára megengedett, hogy ilyen neveket használjon a maga részére (Dig. 1.8.8, Dig. 48.1.13), és így bárki használhatja ezen jelvényeket és ráfestheti azokat a saját tulajdonára, de nem a máséra (Cod. 2.16(17).2, X 5.31.14, és glosszárium).
5.§. Azt kérdem én, vajon megengedett-e valakinek, hogy ugyanolyan címert viseljen, mint más és meg lehet-e ezt tiltani neki. Úgy tűnik, hogy ez megengedett számára, mert bárki felveheti másvalaki nevét (Dig. 36.1.65[66].10, Dig 31.76.5), és sokak viselhetik ugyanazt a nevet (Dig. 26.2.30, Dig. 31.1.8.3). Ennél fogva bárki felveheti másvalaki címerét, és sokak viselhetik ugyanazt a jelvényt és ráhelyezhetik azt a saját tulajdonukra, mivel ezt az azonosítás céljával teszik. Úgy tűnik azonban, hogy ezt meg lehet nekik tiltani (Dig. 50.17.11), mivel ha mi voltunk az elsők, akik felvették a jelet, az minket illet, azt nem lehet elvenni, kivéve a mi saját beleegyezésünkkel. Azonban a tulajdonlás ezen alapelvét itt nem alkalmazhatjuk. Ez arra az esetre vonatkozik, amikor bizonyos személyek nem használhatják ugyanazt a dolgot ugyanabban az időben; ámde ez nem vonatkozik az olyan közegek használatának esetére, mint például egy tér, fürdő vagy színház használata (Dig. 13.6.5.15).
Továbbá az a jel, melyet valaki visel valójában nem azonos azzal, melyet valaki más visel; ezek inkább különböznek egymástól, noha hasonló módon is kinézhetnek. Ezért, az eredeti kérdésnél maradva, először is azt mondom, hogy valaki megtilthatja másnak vagy megkísérelheti megtiltani, hogy a jelét viselje, ha ez sérti őt, mert a másik fél a címert megvetéssel vagy szégyenletes módon viseli(Cod. 1.9.11, Cod. 1.4.4, X 5.31.14).
Másodszor, egy harmadik fél, akit sérelem ért, panaszt tehet a címer illetlen használata miatt, és tiltakozása folytán a viselőt el lehet tiltani annak használatától (Cod. 2.14(15).1, Nov. 17 = 3.4.16).
Harmadszor, ha a bíró, hivatalának tisztaságánál fogva, úgy látja, hogy az efféle használat közbotrányt és zűrzavart okozhat az alattvalók között, ezt megtilthatja (Cod. 7.6.1.5) nehogy az embereket megtévesszék (X 5.6.15).
6.§. Ezen három pont lefektetése után a következő különbséget teszem. Néha valaki olyan címert vesz fel, melyet másvalaki az antikvitástól fogva viselt és ez nem érinti vagy sérti az eredeti viselőt, és a hasonlóság nem is árthat neki. Például egy német Rómába ment a jubileumi évben (1350), ahol egy bizonyos olasszal találkozott, aki az ő őseinek a címerét és jelvényeit viselte és azt akarta, hogy emeljenek kifogást a másik viselő ellen. Természetesen ezt nem tehette, mert az állandó lakhelyeik közti távolság oly nagy volt, hogy az eredeti viselőt a másik nem sérthette. Ezért, miként azon esetekben, amikor valaki egy mindenki számára elérhető közeget használ, a kifogást jó ok nélkül nem lehet megtenni (Dig. 43.13.1.6).
7.§. Néha megesik, hogy egy címer vagy jelvény használata miatt egy személy összeütközésbe kerül mással, aki ugyanazt a jelvényt használja. Ha egy személy, akinek sok ellensége van és aki élete ellen sokak esküdnek össze, egy másik békés vagy nyugodt személy címerét vagy jelvényeit veszi fel, ez nyilvánvalóan jobban érinti az utóbbit, hogy úgy vélheti, hogy ez előbbit el kell tiltani a viseléstől. Ugyanúgy, miként kifogást lehet emelni valaki ellen, aki egy címert vagy jelvény megvetéssel visel, annál inkább lehetséges kifogást emelni annak megelőzésére, hogy valakit tévedésből megöljenek vagy megsebezzenek valaki más helyett, aki ugyanolyan címert vett fel. Hasonlóan, valaki felhívhatja a bíró figyelmét, aki az emberek békéjére felügyel, arra, hogy azt a személyt, aki más címerét vette fel, közellenségnek nyilvánítsa (Dig. 1.12.1.12).
(…) 9.§. Azt kérdezem továbbá, mi az előnye a császári adományból viselt címernek. Ezek többfélék.
Először, ezek nagyobb tekintélyt élveznek, miként azt a császár előtt tett végrendelet esetében is említettük (Cod. 6.23.19).
Másodszor, egyvalaki nem tilthatja meg másnak, hogy egy ilyen címert viseljen (Cod. 6.8.2, Dig. 4.4.1.1).
Harmadszor, ha két személy ugyanazt a címert vette fel és nem világos, hogy ki volt az első, az részesül előnyben, akié a fejedelemtől való (Dig. 27.1.6).
Negyedszer, ha az elsőbbség kérdése hadviselő személyekkel kapcsolatban merül fel a csatatéren vagy máshol, a fejedelem által adományozott címernet kell előnyben részesíteni. (Dig. 50.3.2, X 1.33.7, Dig. 27.1.6). A fent említetteket akkor kell alkalmazni, ha minden egyéb körülmény azonos – nevezetesen azoknál akiknek egyenlő rangú címerük van; máskülönben a nagyobb tekintélyű személy címerét kel előnyben részesíteni (Dig. 50.3.1, Cod. 12.3.1).”
Ezt követően Sassoferrato a címerek öröklésével foglalkozik. A címerek az ő értelmezésében egy családhoz vagy vérrokonsághoz (agnáció) tartozik és minden leszármazóra átszáll, függetlenül attól, hogy örökösei-e az apjuknak, illetve az őseiknek vagy nem (ami eltér az angol feudális jogtól, ahol a címet, a birtokot, és a címert – változatlan formában – csak a legidősebb fiú örökli). A családi címer nem illeti meg a rokonságot (cognatio), illetve a rokonokat a házasság révén (sógorság), és nem örökölhetik a törvénytelen származású gyerekek sem.”

## Műveinek kiadása
- Felix Hauptmann, Bonn, 1883